# Zdzisław Czucha
Zdzisław Józef Czucha (ur. 15 lutego 1959 w Szenajdzie) – polski polityk, inżynier i działacz samorządowy, w latach 1994–2007 oraz 2010–2014 burmistrz Kościerzyny, w latach 2007–2010 poseł na Sejm VI kadencji.

## Życiorys
Ukończył studia na Wydziale Budownictwa Lądowego Politechniki Gdańskiej (z tytułem zawodowym magistra inżyniera). Odbył studia podyplomowe na Wydziale Architektury Politechniki Gdańskiej (urbanistyka i gospodarka przestrzenna) i zarządzanie na Akademii Ekonomicznej w Poznaniu. W latach 1988–1994 prowadził własną firmę budowlaną. Od 1994 do 2007 pełnił funkcję burmistrza Kościerzyny. W wyborach parlamentarnych w 2001 bez powodzenia kandydował do Sejmu z listy Platformy Obywatelskiej (jako członek Stronnictwa Konserwatywno-Ludowego).
W wyborach samorządowych w dniu 12 listopada 2006 zdobył 74,94% głosów, wygrywając je w I turze głosowania. W wyborach parlamentarnych w 2007 uzyskał mandat poselski z listy Platformy Obywatelskiej, otrzymując w okręgu gdyńsko-słupskim 10 560 głosów.
W 2010 ponownie wystartował na urząd burmistrza, wygrywając w drugiej turze. W 2014 bez powodzenia ubiegał się o reelekcję. W 2018 ponownie bezskutecznie startował na burmistrza, uzyskał natomiast mandat radnego miejskiego. W 2023 był kandydatem Koalicji Obywatelskiej do Sejmu. W 2024 został wybrany na radnego powiatu kościerskiego.

## Odznaczenia i wyróżnienia
W 2000 otrzymał Srebrny Krzyż Zasługi. W 2010 otrzymał honorowe obywatelstwo Kościerzyny.

## Życie prywatne
Jest żonaty, ma dwoje dzieci.